# Feszl László
Feszl László (Pest, 1849. június 2. – Budapest, 1914. szeptember 22.) főreáliskolai tanár, építész, Feszl Frigyes unokaöccse.

## Élete

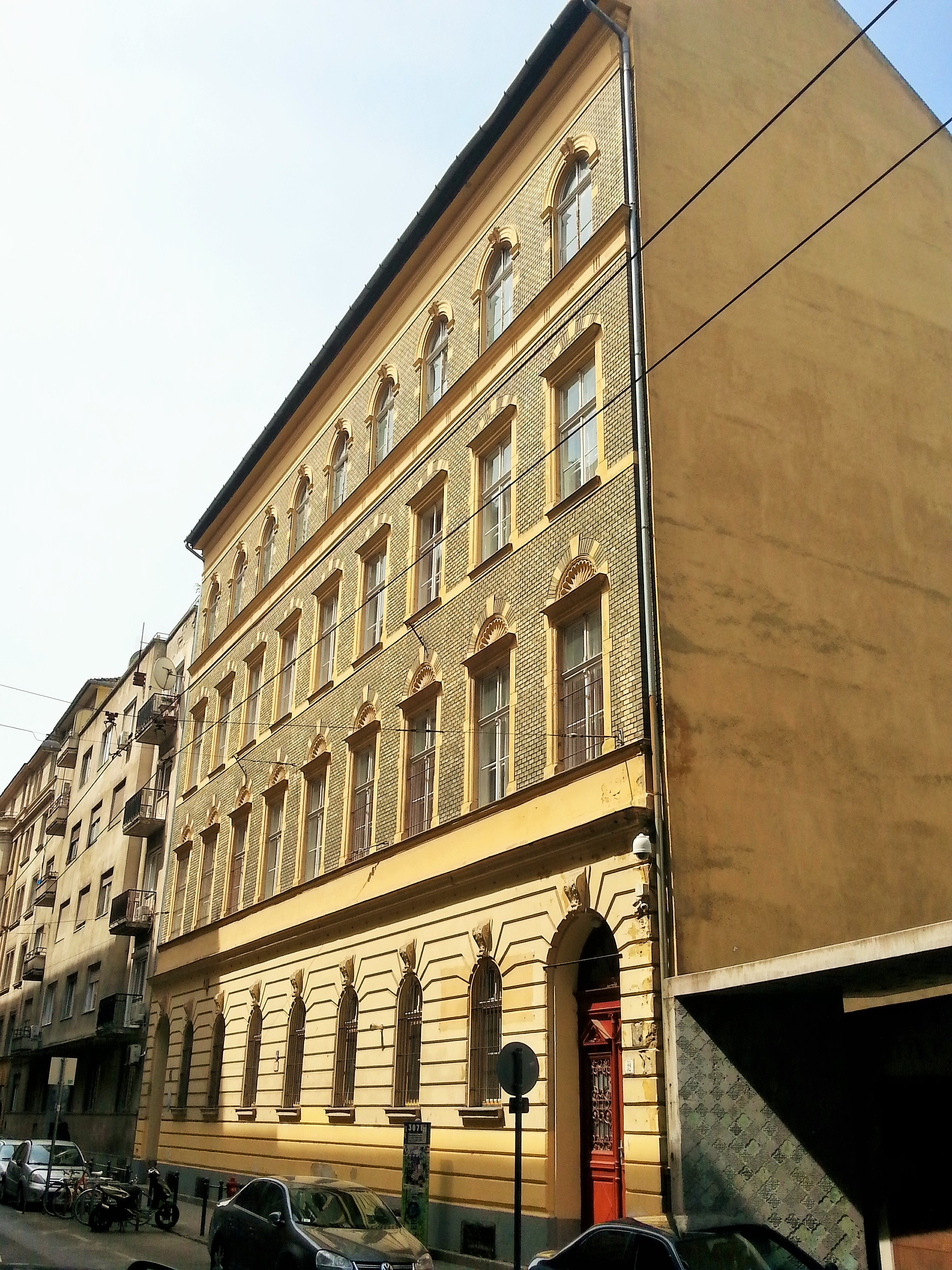
Iskolaépület, Dohány u. 32.

Feszl Frigyes építész fivérének, Feszl Ágostonnak (1813–1891) a fiaként született. 1871-ben a vallás- és közoktatásügyi minisztériumtól 600 Forintos ösztöndíjat kapott. 1876-tól a Práter utcai polgári fiúiskolában, 1878-tól a IX. kerületi Knézich utcai polgári fiúiskolában (ma: Patrona Hungariae Általános Iskola, Gimnázium, Kollégium és Alapfokú Művészeti Iskola), 1879-től korábbi középiskolájában, a IV. kerületi Főreáliskola (ma: Eötvös József Gimnáziumban) tanított rajzot és geometriát.
Tanári munkája mellett az 1870-es évektől nagybátyja több épület részletterveinek kidolgozását segítette, emellett építéseknél művezetőként is működött. 1871-től tagja volt a Magyar Mérnök- és Építész-Egyletnek.

## Családja
Feszl első felesége Klemm-Mayer Albertin volt (házasság: 1879), akitől később elvált. Ebből a házasságából egy fia született. 1887-ben vette feleségül Kozáry Máriát (1870. április 7. – 1921.), aki két fiat szült férjének:
- ifjabb Feszl László (1887 – ?)
- Feszl Ernő (1890. április 18. – 1962. június 2.)[2]

Feszl később Kozárytól is elvált.

## Ismert épületei

### Saját épületei, építményei

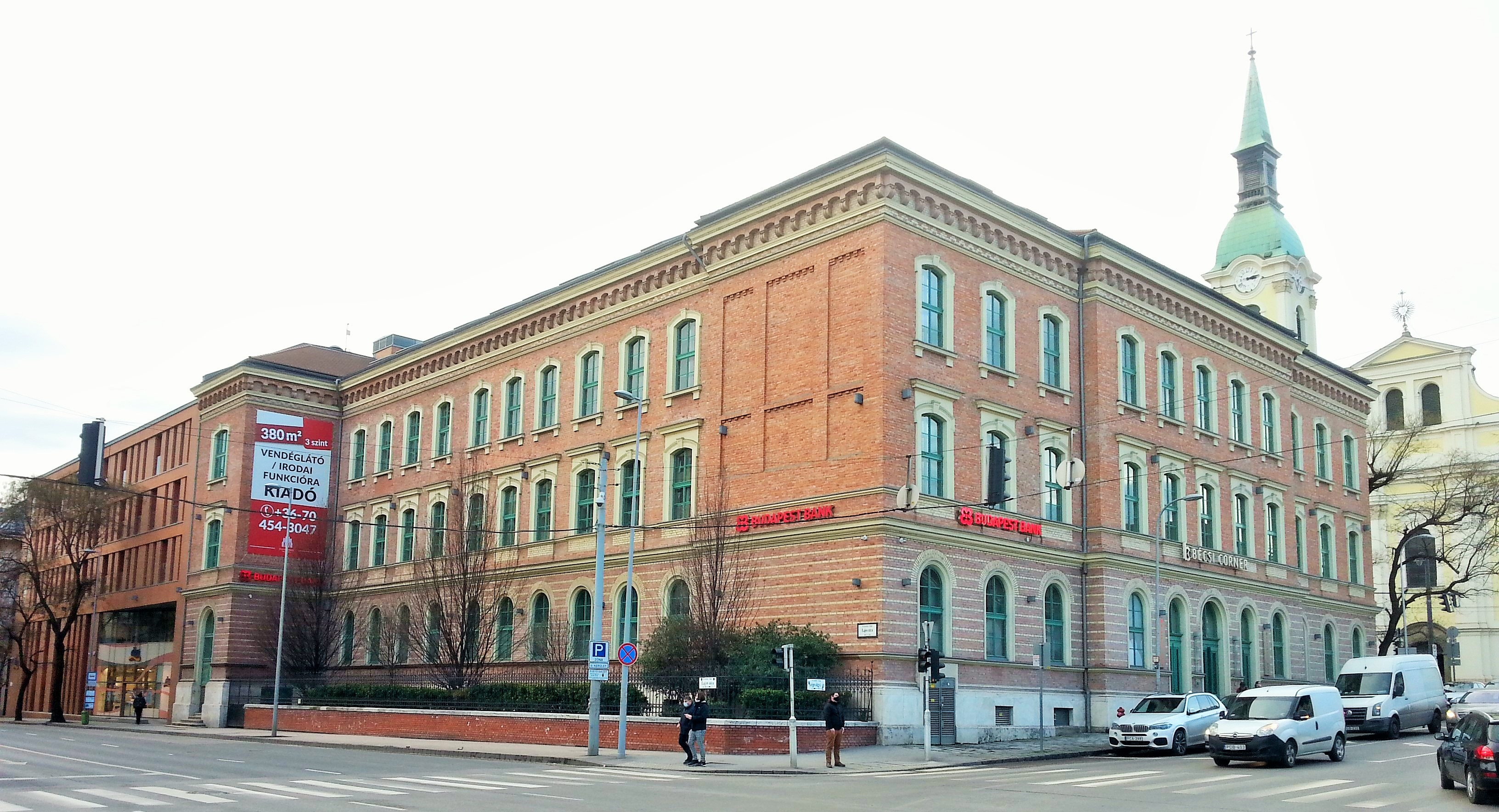
Iskolaépület, Lajos utca 28-32.

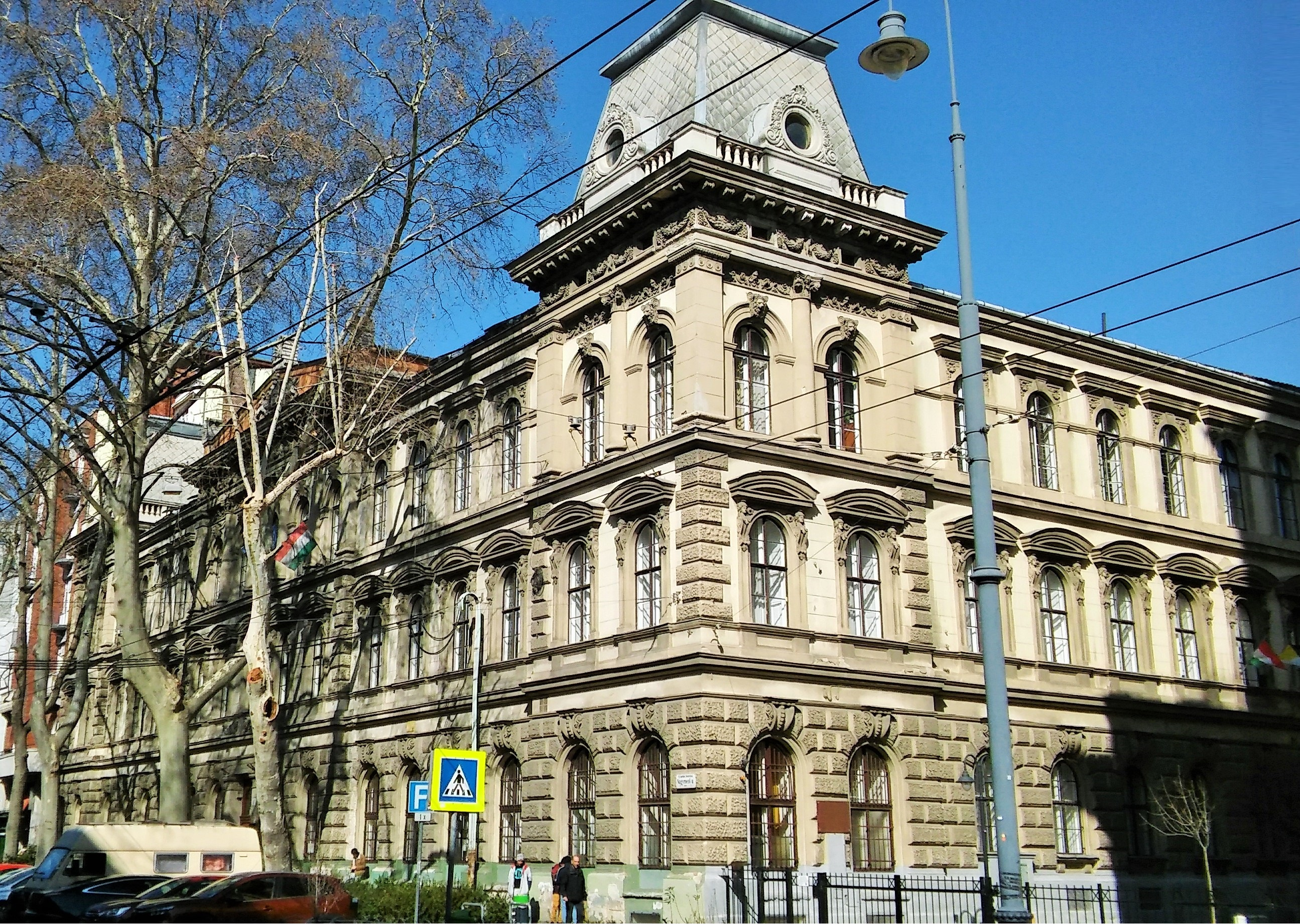
Nagymező utcai polgári fiúiskola (társtervező)

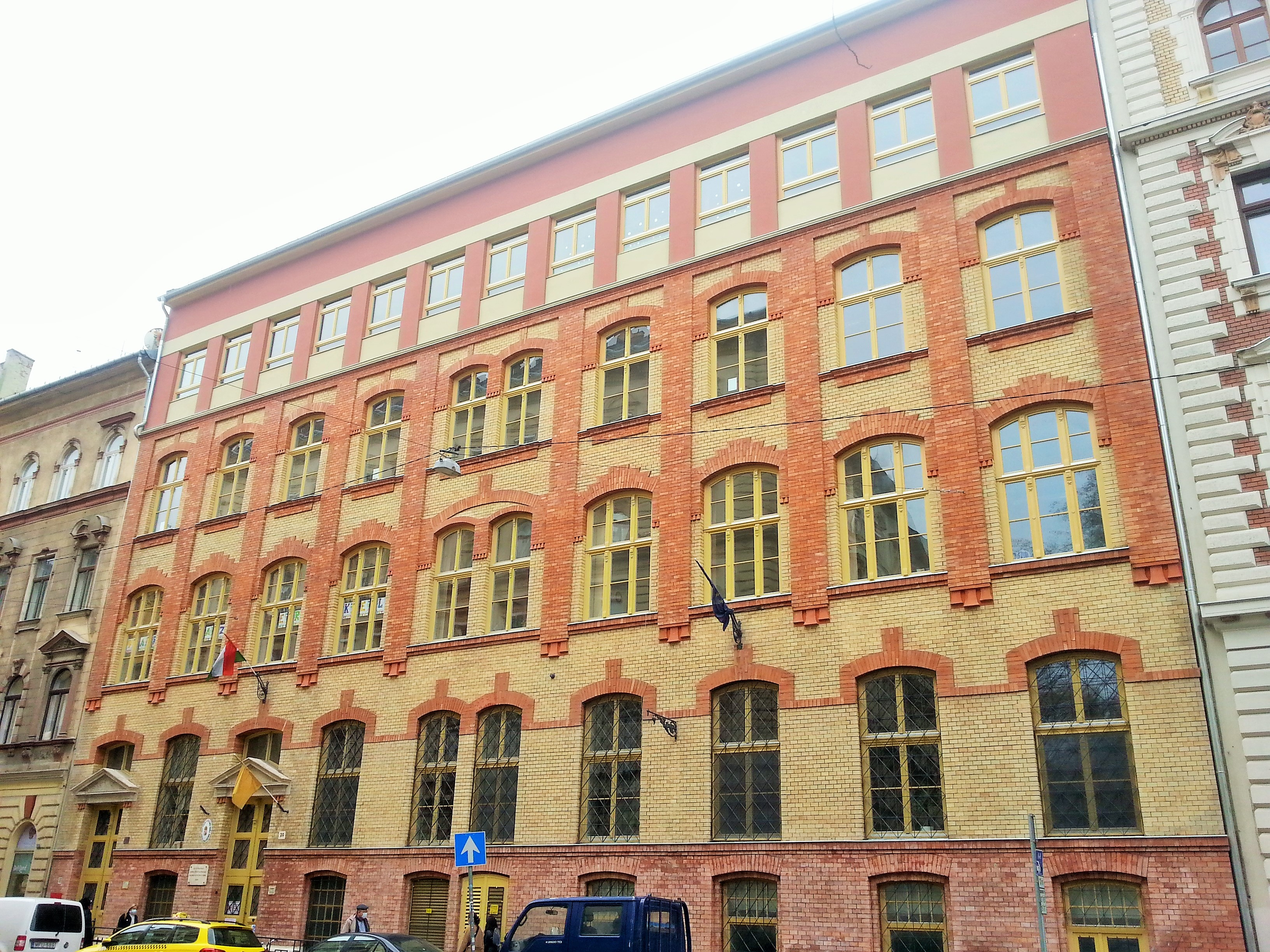
Szív utcai iskola (társtervező)

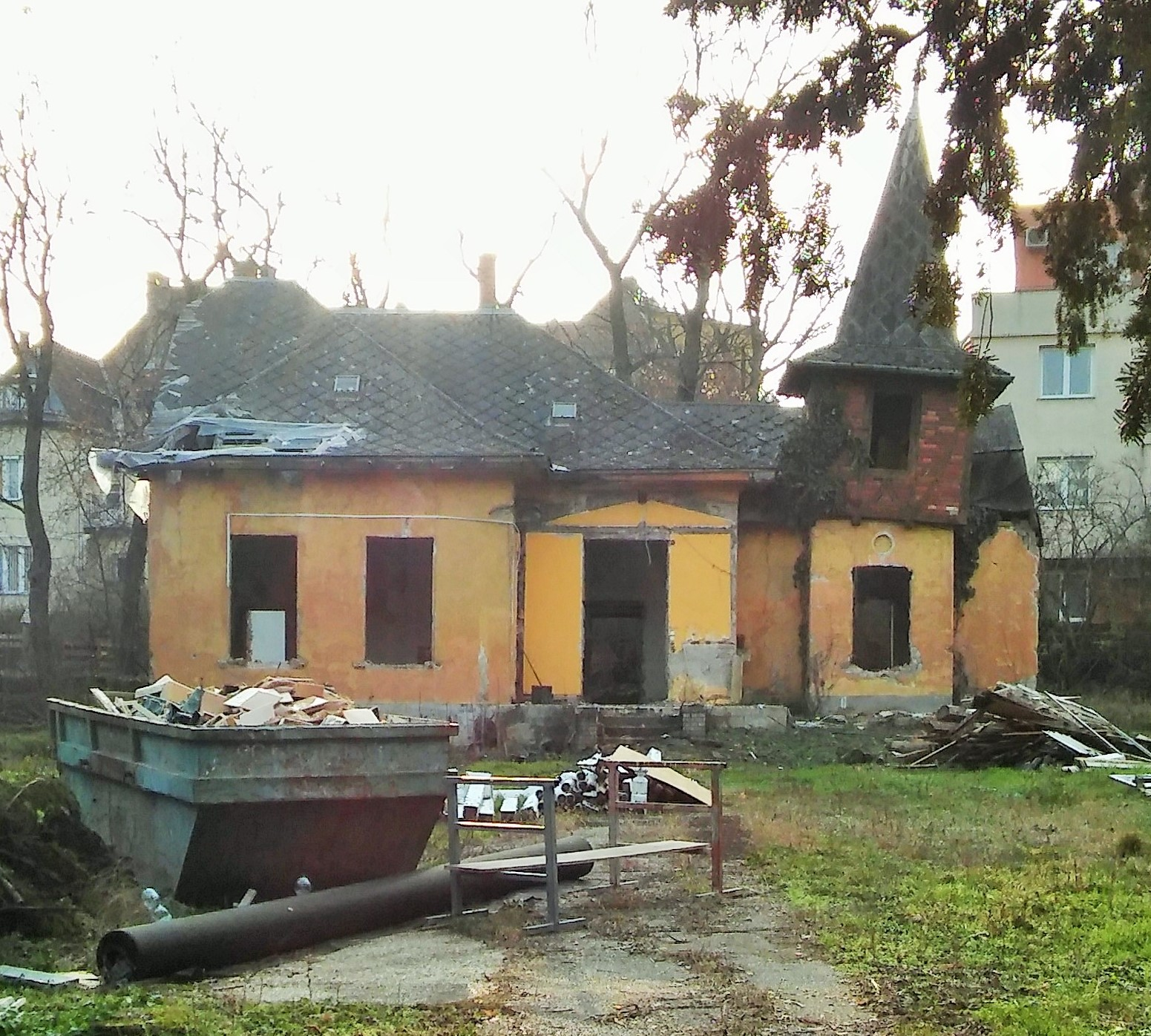
villa, Budapest, Rómer Flóris utca 52-54. (társtervező)

- 1874/1875–1876: iskolaépület (ma: Bécsi Corner Irodaház), Budapest, Lajos utca 28-32.[3][4]
- 1877: Szilágyi István síremléke, Budapest, Kerepesi temető[5]
- 1893: saját lakóház, Budapest, Bólyai u.[5]

### Társtervező
- 1873: Nagymező utcai polgári fiúiskola (ma: Bartók Béla Zeneművészeti és Hangszerészképző Gyakorló Szakgimnázium), Budapest, Nagymező u. 1.  (társtervező Feszl Frigyes mellett)[5]
- 1874: Szív utcai iskola (ma: Erkel Ferenc Általános Iskola), Budapest, Felső erdősor 20.  (társtervező Feszl Frigyes mellett)[5]
- 1887–1888/1891: villa, Budapest, Rómer Flóris utca 52-54. (Feszl Frigyes halála miatt ő fejezte be az épületet)[5][6]
- 1892: iskolaépület (ma: Bét Menachem Héber-Magyar Két Tanítási Nyelvű Általános Iskola, Óvoda, Bölcsőde), Budapest, Dohány u. 32. (Máltás Hugóval közös munka)[7]

### Tervben maradt épületek, építmények
- 1870: Batthyány-mauzóleum, Budapest, Kerepesi temető (II. díj)[5]
- 1876: Deák-mauzóleum, Budapest, Kerepesi temető (Kauser Józseffel közösen)[5]
- 1878: Aradi vértanúk szobra (II. díj)[5]
- 1885: Feszl Frigyes síremléke[5]

## Könyvei
- Geometria a polgári iskolák és reáltanodák III. osztálya számára. 63 a szöveg közé nyomott idommal, Eggenberger Kiadása, Budapest, 1880, 63 l.[8]
- A rajzolás elemei. Elemi és felső népiskolák számára. k. n., h. n., é. n. [1910-es évek], 14 l.[9]